# The Reason
The Reason – czwarty album brytyjskiego piosenkarza Lemara wydany w 2008 roku. Pierwszym singlem promującym album był utwór "If She Knew".

## Listy przebojów
Album debiutował na UK Albums Chart na miejscu czterdziestym pierwszym 30 listopada 2008. Płyta była postrzegana przez fanów jako nieco rozczarowująca, jej sprzedaż była znacznie niższa niż poprzednich albumów.

## Lista utworów
| #   | Tytuł                                           | Długość |
| --- | ----------------------------------------------- | ------- |
| 1.  | "The Reason"                                    | 3:31    |
| 2.  | "Weight Of The World" (Jim Jonsin)              | 4:20    |
| 3.  | "Little Miss Heartbreaker" (Jim Beanz)          | 3:57    |
| 4.  | "If She Knew" (Claude Kelly, SoulShock, Karlin) | 3:33    |
| 5.  | "Trust Me" (Salaam Remi)                        | 4:18    |
| 6.  | "Over You"                                      | 3:48    |
| 7.  | "Mayday"                                        | 3:37    |
| 8.  | "Wait Forever" (Claude Kelly)                   | 3:32    |
| 9.  | "Not What You Say"                              | 3:17    |
| 10. | "Black Tide"                                    | 3:36    |
| 11. | "Won't Walk Away" (iTunes Bonus)                | 3:42    |
| 12. | "Fall Over" (iTunes Bonus)                      | 4:06    |
| 13. | "Diamonds" (iTunes Bonus)                       | 3:47    |